# Tripogon multiflorus
Tripogon multiflorus är en gräsart som beskrevs av Mire och H.Gillet. Tripogon multiflorus ingår i släktet Tripogon och familjen gräs. Inga underarter finns listade i Catalogue of Life.